# Bernhard Glass
Bernhard Glass (Stapelburg, 6 novembre 1957) è un ex slittinista tedesco orientale, vincitore di una medaglia d'oro ai Giochi olimpici di Lake Placid 1980. Dopo la riunificazione della Germania (1990), acquisì la cittadinanza tedesca.

## Biografia
Esordì in Coppa del Mondo nella stagione d'esordio della manifestazione nel 1977/78 e conquistò il primo podio il 13 gennaio 1979 nel singolo ad Hammarstrand (2°).
Prese parte ad una sola edizione dei Giochi olimpici invernali, a Lake Placid 1980, occasione in cui vinse la medaglia d'oro nel singolo, nonostante non partisse con i favori del pronostico ed anzi fosse riuscito ad ottenere il posto in squadra solo il giorno prima della competizione, dopo aver battuto Michael Walter nel ballottaggio delle qualificazioni interne alla formazione DDR; nel corso della gara molti dei favoriti fecero gravi errori che li estromisero dal podio, come i compagni di squadra Hans Rinn e Dettlef Günther, o l'italiano Ernst Haspinger, che sbagliò sull'ultima curva dopo aver accumulato mezzo secondo di vantaggio su Glass, assicurando così al tedesco orientale l'alloro olimpico.
Ai campionati mondiali non riuscì a conquistare alcuna medaglia, ma ottenne diversi piazzamenti di rilievo quali il quinto posto ad Igls 1977 e ad Hammarstrand 1981, nonché il settimo a Lake Placid 1983, sempre nel singolo.
Nelle rassegne continentali vinse una medaglia di bronzo nel singolo ad Oberhof 1979 e, sempre nella specialità monoposto, giunse quarto a Valdaora 1984. Questo risultato non gli permise di venir selezionato per i Giochi di Sarajevo 1984 e decise dunque di ritirarsi dalle competizioni.
Lasciata l'attività agonistica divenne allenatore di alcuni tra i più titolati atleti tedeschi dello slittino, quali Silke Kraushaar-Pielach, che attribuisce a Glass buona parte dei suoi risultati, Tatjana Hüfner, David Möller, André Florschütz e Torsten Wustlich. Dal 2010 è entrato a far parte dello staff della nazionale canadese di slittino.

## Palmarès

### Olimpiadi
- 1 medaglia:
  - 1 oro (singolo a Lake Placid 1980).

### Europei
- 1 medaglia:
  - 1 bronzo (singolo ad Oberhof 1979).

### Coppa del Mondo
- 3 podi (tutti nel singolo):
  - 2 secondi posti;
  - 1 terzo posto.